# Добрина (остров)
Остров Добрина (или Керкенеза) е български дунавски остров, разположен от 759,2 до 763,2 км по течението на реката в Област Видин, община Димово и Област Монтана, община Лом. Площта му е 1,1 km2, която му отрежда 22-ро място по големина сред българските дунавски острови.
Островът се намира северно от Арчаро-Орсойската низина. Има удължена форма с дължина 4,3 км и максимална ширина от 0,3 км. От българския бряг и от разположения южно от него остров Скомен го отделя канал с минимална ширина от 450 м. Най-голямата му надморска височина е 43 м и се намира в централната му част и представлява около 17 м денивелация над нивото на река Дунав. Изграден е от речни наноси и е обрасъл с върба и топола. При високи дунавски води ниските му части се заливат. Западно от него се намира по-малкия остров Довлек, който е в непосредствена близост до българския бряг.

## Топографска карта
- Лист от карта K-34-10. Мащаб: 1 : 100 000.
- Лист от карта K-34-11. Мащаб: 1 : 100 000.